# Покровський район (Дніпропетровська область)
Покро́вський райо́н — колишній район України, був розташований на південному сході Дніпропетровської області. Адміністративний центр — селище міського типу Покровське. Населення на 1 лютого 2015 року становило 35 265 осіб.

## Географія
Межує з Гуляйпільським і Новомиколаївським районами Запорізької області, Великоновосілківським — Донецької та Межівським і Васильківським — Дніпропетровської області.
Район розташований уздовж річки Вовчої та її приток Янчулу і Гайчулу.
Із природних копалин є поклади каоліну та граніту.

## Історія
У XVI–XVII ст. територію, на якій зараз розташований район, називали Диким Полем. Уздовж Вовчої пролягав горезвісний Муравський стратегічний шлях, яким кримські татари і яничари користувалися для розбійницьких нападів на Україну. Відтоді лишилися татарські найменування приток Вовчої — Гайчул і Янчул.
Офіційна історія району починається з 1673 року. Історик-академік Д. Яворницький у своїй книзі «Іван Дмитрович Сірко, славний кошовий отаман війська запорозьких низових козаків» пише:
«Восени 1673 року І. Сірко зустрівся на Муравському шляху з великим загоном татар, розгромив їх, взяв багато в полон, після чого щасливо повернувся на Січ. Ця битва відбулася в районі Покровського в день Покрови Пресвятої Богородиці. На знак пам'яті про цю перемогу слободу назвали Покровською».
Як адміністративну одиницю район утворено у 1923 році.

## Адміністративний устрій
Район адміністративно-територіально поділяється на 2 селищні ради та 9 сільських рад, які об'єднують 71 населений пункт та підпорядковані Покровській районній раді. Адміністративний центр — смт Покровське.
У 1995 р. зняте з обліку село Луначарське.

## Населення
| Назва            | Населення, осіб | Населення, осіб | Населення, осіб |
| Назва            | 1886 рік        | 1989 рік        | 2001 рік        |
| ---------------- | --------------- | --------------- | --------------- |
|                  | понад 10000     |                 |                 |
| Покровське       | 5898            |                 | 10187           |
|                  | 5000-9999 осіб  |                 |                 |
| Просяна          |                 |                 | 5618            |
|                  | 2000-4999 осіб  |                 |                 |
| Маломихайлівка   | 5223            |                 | 3036            |
| Гаврилівка       | 6350            |                 | 2027            |
|                  | 1000-1999 осіб  |                 |                 |
| Великомихайлівка | 4270            |                 | 1963            |
| Олександрівка    | 3685            |                 | 1951            |
| Катеринівка      | 940             |                 | 1317            |
|                  | 500-999 осіб    |                 |                 |
| Левадне          |                 |                 | 953             |
| Вишневе          |                 |                 | 926             |
| Коломійці        |                 |                 | 861             |
| Романки          |                 |                 | 861             |
| Андріївка        |                 |                 | 753             |
| Березове         | -               |                 | 585             |
| Орестопіль       | 414             |                 | 574             |

## Економіка
У районі 5 промислових підприємств, найбільше з яких — Просянський гірничо-збагачувальний комбінат. Основна його продукція — каолін мокрого та сухого збагачення для паперової, порцелянової, парфумерної, гумотехнічної, кабельної та інших галузей промисловості.
Сільськогосподарське виробництво характеризується зерно-м'ясо-молочним напрямком. У районі працюють 80 агрогосподарств.
Загальна площа сільгоспугідь — 106,2 тис. га, із них орної землі — 86,7 тис. га, лісів — 1,9 тис. га, садів — 2,3 тис. га, лугів і пасовиськ — понад 12,2 тис. га.
Покровщину прославляють сільгосппідприємства, на базі яких створено племінні заводи ТОВ «Обрій», ТОВ «Славутич».

## Транспорт
Територію району перетинають залізничні маршрути Чаплине — Бердянськ, Чаплине — Ясинувата, а також автотраси: Н15 (Запоріжжя — Донецьк), Т 0401 (Дніпро — Мелітополь), Т 0406 та Т 0427.
Залізнична станція Просяна імені Приклонського В.В., зупинні пункти: 7 км, 9 км, № 21, № 23, 28 км, 31 км та 35 км.

## Населення
Розподіл населення за віком та статтю (2001)
| Стать | Всього | До 15 років | 15-24 | 25-44 | 45-64 | 65-85 | Понад 85 |
| --- | ------ | ----------- | ----- | ----- | ----- | ----- | -------- |
| Чоловіки | 19 441 | 3766        | 2636  | 5760  | 4856  | 2323  | 100      |
| Жінки | 22 422 | 3483        | 2499  | 5844  | 5864  | 4298  | 434      |
| \| Статево-вікова піраміда \| Статево-вікова піраміда \| Статево-вікова піраміда \| \| ----------------------- \| ----------------------- \| ----------------------- \| \| Чоловіки \| Вік \| Жінки \| \| 100 \| 85 + \| 434 \| \| 146 \| 80-84 \| 497 \| \| 463 \| 75-79 \| 1235 \| \| 929 \| 70-74 \| 1571 \| \| 785 \| 65-69 \| 995 \| \| 1572 \| 60-64 \| 2117 \| \| 710 \| 55-59 \| 1005 \| \| 1157 \| 50-54 \| 1269 \| \| 1417 \| 45-49 \| 1473 \| \| 1639 \| 40-44 \| 1701 \| \| 1502 \| 35-39 \| 1499 \| \| 1297 \| 30-34 \| 1349 \| \| 1322 \| 25-29 \| 1295 \| \| 1170 \| 20-24 \| 1184 \| \| 1466 \| 15-20 \| 1315 \| \| 1578 \| 10-14 \| 1514 \| \| 1220 \| 5-9 \| 1127 \| \| 968 \| 0-4 \| 842 \| |        |             |       |       |       |       |          |
| Статево-вікова піраміда |        |             |       |       |       |       |          |
| Чоловіки | Вік    | Жінки       |       |       |       |       |          |
| 100 | 85 +   | 434         |       |       |       |       |          |
| 146 | 80-84  | 497         |       |       |       |       |          |
| 463 | 75-79  | 1235        |       |       |       |       |          |
| 929 | 70-74  | 1571        |       |       |       |       |          |
| 785 | 65-69  | 995         |       |       |       |       |          |
| 1572 | 60-64  | 2117        |       |       |       |       |          |
| 710 | 55-59  | 1005        |       |       |       |       |          |
| 1157 | 50-54  | 1269        |       |       |       |       |          |
| 1417 | 45-49  | 1473        |       |       |       |       |          |
| 1639 | 40-44  | 1701        |       |       |       |       |          |
| 1502 | 35-39  | 1499        |       |       |       |       |          |
| 1297 | 30-34  | 1349        |       |       |       |       |          |
| 1322 | 25-29  | 1295        |       |       |       |       |          |
| 1170 | 20-24  | 1184        |       |       |       |       |          |
| 1466 | 15-20  | 1315        |       |       |       |       |          |
| 1578 | 10-14  | 1514        |       |       |       |       |          |
| 1220 | 5-9    | 1127        |       |       |       |       |          |
| 968 | 0-4    | 842         |       |       |       |       |          |

## Соціальна сфера
За даними Головного управління статистики в Дніпропетровській області кількість населення в районі на 1 лютого 2011 року становила 36 711 осіб.
У районі працюють професійно-технічне училище, 20 загальноосвітніх шкіл, 18 дитячих садків, 31 будинок культури, 25 бібліотек, 3 лікарні, 7 амбулаторій, 28 фельдшерсько-акушерських пунктів, спортивний комплекс, кінноспортивна школа.
14 колективам художньої самодіяльності й театральному колективу надано звання народних. На території району діють 2 народних історико-краєзнавчих музеї.

## Політика
25 травня 2014 року відбулися Президентські вибори України. У межах Покровського району були створені 23 виборчі дільниці. Явка на виборах складала — 55,63 % (проголосували 16 484 із 29 631 виборець). Найбільшу кількість голосів отримав Петро Порошенко — 44,64 % (7 359 виборців); Анатолій Гриценко — 10,11 % (1 667 виборців), Сергій Тігіпко — 9,99 % (1 646 виборців), Юлія Тимошенко — 7,38 % (1 217 виборців), Олег Ляшко — 6,24 % (1 029 виборців). Решта кандидатів набрали меншу кількість голосів. Кількість недійсних або зіпсованих бюлетенів — 2,37 %.

## Особистості
Покровщина пишається своїми земляками:
- артистами й співаками — Григорієм Шевченком, Світланою Білоножко, Тетяною Халаш, Людмилою Літко, Аллою Кривогуз,
- скульптором Володимиром Небоженком,
- художником Василем Моїсеєнком, письменниками Анатолієм Хорунжим, Дмитром Бедзиком,
- поетами Олександром Вільним і Олексієм Гасенком,
- майстрами спорту, членами збірної України з кінного спорту,
- чемпіонами міжнародних змагань Олегом Красюком та Наталією Падафою.
- Крикун Олексій Олексійович — генерал-лейтенант міліції; Заслужений юрист України.